# Kadir Bekmezci
Kadir Bekmezci (Genk, 5 juli 1985) is een Turks-Belgisch voetballer die sinds 2017 onder contract staat bij Elazigspor. Bekmezci is een middenvelder.

## Carrière
Bekmezci genoot z'n jeugdopleiding bij Standard Luik, alvorens uit te komen voor Beringen-Heusden-Zolder (juli 2005-maart 2006), AS Eupen (maart-september 2006), Verbroedering Geel (september 2006-juli 2007), Hacettepe SK (juli 2007-augustus 2009), Sivasspor (augustus 2009-juli 2015), Antalyaspor (juli 2015-januari 2017), Boluspor (januari 2017-juli 2017) en Elazigspor (sinds juli 2017).